# Oskar Fajfer
Oskar Fajfer (ur. 30 kwietnia 1994 w Gnieźnie) – polski żużlowiec.

## Życiorys
Wychowanek Startu Gniezno. Był finalistą MDMP w roku 2010 na stadionie w Łodzi. Razem z nim byli w finale Kacper Gomólski, Wojciech Lisiecki i Marcin Wawrzyniak. Zawodnicy Startu zajęli szóste miejsce. W roku 2011 zdobył srebro w MDMP wraz z kolegami z drużyny Cembrit Start Gniezno w składzie: Kacper Gomólski, Wojciech Lisiecki i Marcin Wawrzyniak. Podczas finału w Bydgoszczy Oskar wywalczył 7 punktów. Podczas meczu barażowego między Startem Gniezno a Włókniarzem Częstochowa w pierwszym biegu dnia ustanowił nowy rekord toru w Gnieźnie (62,59 sek), lecz już po 2 biegach jego rekord został poprawiony. Po sezonie 2013 odszedł z macierzystego klubu i do końca wieku juniora startował dla KS Toruń. W 2016 reprezentował GKŻ Wybrzeże Gdańsk.
1 kwietnia 2017 roku zwyciężył w Turnieju o Koronę Bolesława Chrobrego w Gnieźnie. Po sezonie 2018 pożegnał się z gdańską drużyną i powrócił do Startu Gniezno.
W trakcie sezonu 2022 w mediach pojawiły się pogłoski mówiące o tym, że klubem Fajfera w 2023 może być Stal Gorzów. Gorzowska drużyna oficjalnie potwierdziła to w sierpniu 2022.
Syn Tomasza Fajfera, bratanek Adama Fajfera i Przemysława Fajfera, brat Macieja Fajfera i Patryka Fajfera oraz kuzyn Kevina Fajfera, również żużlowców.

## Osiągnięcia

### Starty w Grand Prix (Indywidualnych Mistrzostwach Świata na Żużlu)

#### Punkty w poszczególnych zawodachGrand Prix
| Sezon 2014                   |                       |                        |                       |                      |                      |                                 |                     |                                 |                       |                            |                   |                   |         |         |         |         |         |         |         |         |         |         |         |         |         |        |        |        |        |        |        |        |        |        |        |        |        |        |        |
| GP Nowej Zelandii – Auckland | GP Europy – Bydgoszcz | GP Finlandii – Tampere | GP Czech – Praga      | GP Szwecji – Målilla | GP Danii – Kopenhaga | GP Wielkiej Brytanii – Cardiff  | GP Łotwy – Dyneburg | GP Polski – Gorzów Wielkopolski | GP Nordyckie – Vojens | GP Skandynawii – Sztokholm | GP Polski – Toruń | miejsce           | miejsce | miejsce | miejsce | miejsce | miejsce | miejsce | miejsce | miejsce | miejsce | miejsce | miejsce | miejsce | miejsce | punkty | punkty | punkty | punkty | punkty | punkty | punkty | punkty | punkty | punkty | punkty | punkty | punkty | punkty |
| –                            | –                     | –                      | –                     | –                    | –                    | –                               | –                   | –                               | –                     | –                          | 0                 | 36                | 36      | 36      | 36      | 36      | 36      | 36      | 36      | 36      | 36      | 36      | 36      | 36      | 36      | 0      | 0      | 0      | 0      | 0      | 0      | 0      | 0      | 0      | 0      | 0      | 0      | 0      | 0      |
| Sezon 2024                   |                       |                        |                       |                      |                      |                                 |                     |                                 |                       |                            |                   |                   |         |         |         |         |         |         |         |         |         |         |         |         |         |        |        |        |        |        |        |        |        |        |        |        |        |        |        |
| GP Chorwacji – Goričan       | Sprint – Warszawa     | GP Polski – Warszawa   | GP Niemiec – Landshut | GP Czech – Praga     | GP Szwecji – Målilla | GP Polski – Gorzów Wielkopolski | Sprint – Cardiff    | GP Wielkiej Brytanii – Cardiff  | GP Polski – Wrocław   | GP Łotwy – Ryga            | GP Danii – Vojens | GP Polski – Toruń | miejsce | miejsce | miejsce | miejsce | miejsce | miejsce | miejsce | miejsce | punkty  | punkty  | punkty  | punkty  | punkty  | punkty | punkty | punkty |        |        |        |        |        |        |        |        |        |        |        |
| –                            | –                     | –                      | –                     | –                    | –                    | 6                               | –                   | –                               | –                     | –                          | –                 | –                 | 22      | 22      | 22      | 22      | 22      | 22      | 22      | 22      | 6       | 6       | 6       | 6       | 6       | 6      | 6      | 6      |        |        |        |        |        |        |        |        |        |        |        |

| Statystyki        | Statystyki |
| ----------------- | ---------- |
| Starty            | 2          |
| Zwycięstwa        | 0          |
| Miejsca na podium | 0          |
| Finalista         | 0          |
| Punkty            | 6          |

### Drużynowe Mistrzostwa Polski
| Sezon | Liga       | Klub                                       | Miejsce | Mecze | Biegi | Punkty | Bonusy | Razem | Śr. bieg.   | Zwycięzca ligi                   | Mistrz Polski                |
| ----- | ---------- | ------------------------------------------ | ------- | ----- | ----- | ------ | ------ | ----- | ----------- | -------------------------------- | ---------------------------- |
| 2010  | I liga     | Start Gniezno                              | 3.      | 5     | 14    | 11     | 3      | 14    | 1,000       | Marma Hadykówka Rzeszów          | Unia Leszno                  |
| 2011  | I Liga     | Start Gniezno                              | 3.      | 12    | 42    | 41     | 8      | 49    | 1,167       | Polonia Bydgoszcz                | Falubaz Zielona Góra         |
| 2012  | I Liga     | Lechma Start Gniezno                       | 1.      | 11    | 36    | 42     | 1      | 43    | 1,194 (36.) | –                                | Tauron Azoty Tarnów          |
| 2013  | Ekstraliga | Lechma Start Gniezno                       | 10.     | 18    | 74    | 79     | 7      | 86    | 1,162 (57.) | Stelmet Falubaz Zielona Góra     | Stelmet Falubaz Zielona Góra |
| 2013  | I Liga     | GKM Grudziądz (wypożyczenie)               | 2.      | 4     | 21    | 38     | 2      | 40    | 1,905 (nsk) | Renault Zdunek Gdańsk            | Stelmet Falubaz Zielona Góra |
| 2014  | Ekstraliga | Unibax Toruń                               | 5.      | 13    | 45    | 59     | 12     | 71    | 1,578 (38.) | Stal Gorzów Wielkopolski         | Stal Gorzów Wielkopolski     |
| 2015  | Ekstraliga | KS Toruń                                   | 4.      | 17    | 64    | 59     | 16     | 75    | 1,172 (47.) | Fogo Unia Leszno                 | Fogo Unia Leszno             |
| 2016  | I Liga     | Renault Zdunek Wybrzeże Gdańsk             | 6.      | 16    | 77    | 148    | 13     | 161   | 2,091 (13.) | SK Lokomotīve Dyneburg           | Stal Gorzów Wielkopolski     |
| 2017  | I Liga     | Zdunek Wybrzeże Gdańsk                     | 2.      | 16    | 64    | 105    | 11     | 116   | 1,813 (24.) | Grupa Azoty Unia Tarnów          | Fogo Unia Leszno             |
| 2018  | I Liga     | Zdunek Wybrzeże Gdańsk                     | 6.      | 14    | 63    | 101    | 10     | 111   | 1,762 (23.) | Speed Car Motor Lublin           | Fogo Unia Leszno             |
| 2019  | I Liga     | Car Gwarant Start Gniezno                  | 3.      | 14    | 72    | 126    | 10     | 136   | 1,889 (21.) | PGG ROW Rybnik                   | Fogo Unia Leszno             |
| 2020  | I Liga     | Car Gwarant Kapi Meble Budex Start Gniezno | 2.      | 14    | 68    | 132    | 10     | 142   | 2,088 (10.) | eWinner Apator Toruń             | Fogo Unia Leszno             |
| 2021  | I Liga     | Aforti Start Gniezno                       | 7.      | 14    | 69    | 134    | 9      | 143   | 2,072 (11.) | Arged Malesa Ostrów Wielkopolski | Betard Sparta Wrocław        |
| 2022  | I Liga     | Aforti Start Gniezno                       | 8.      | 11    | 61    | 116    | 4      | 120   | 1,967 (13.) | Cellfast Wilki Krosno            | Motor Lublin                 |
| 2023  | Ekstraliga | ebut.pl Stal Gorzów Wielkopolski           | 5.      | 16    | 76    | 111    | 23     | 134   | 1,763 (24.) | Platinum Motor Lublin            | Platinum Motor Lublin        |
| 2024  | Ekstraliga | ebut.pl Stal Gorzów Wielkopolski           | 4.      | 17    | 70    | 85     | 12     | 97    | 1,386 (37.) | Orlen Oil Motor Lublin           | Orlen Oil Motor Lublin       |

Podsumowanie:
| Sezony | Mecze | Biegi | Pkt  | Bonusy | Razem | Średnia/bg | Średnia/mc |
| ------ | ----- | ----- | ---- | ------ | ----- | ---------- | ---------- |
| 15     | 212   | 916   | 1387 | 151    | 1538  | 1,679      | 7,255      |

Mistrzostwa polski par klubowych
- 2014 - Gorzów - 2. miejsce

Młodzieżowe drużynowe mistrzostwa Polski
- 2010 − Łódź − 6. miejsce − 6 pkt → wyniki
- 2011 − Bydgoszcz − 2. miejsce − 7 punktów

Indywidualne mistrzostwa Ligi Juniorów
- 2015 - Częstochowa - 2. miejsce

Młodzieżowe Mistrzostwa Polski Par Klubowych
- 2014 - Tarnów - 3. miejsce

Turniej o Koronę Bolesława Chrobrego w Gnieźnie
- 2011 − debiut w turnieju na pozycji rezerwowego.
- 2013 – 13. miejsce – 5 pkt
- 2015 – 8. miejsce – 7 pkt
- 2017 – 1. miejsce – 9+2+3 pkt
- 2018 – wystartował tylko w turnieju drużynowym, w którym zdobył 3 punkty, a jego zespół zajął 2. miejsce.
- 2019 – 5. miejsce – 9+0 pkt
- 2021 – 4. miejsce – 11+2+w pkt[7]
- 2022 – 4. miejsce – 13+3+0 pkt[8]

Indywidualne Mistrzostwa Świata Juniorów
2011:
półfinał w Gnieźnie: 9 pkt > 7. miejsce premiowane awansem do finału
- 1. finał w Poole > 12. miejsce − (u,0,1,2,0) 3 pkt
- 2. finał w Holsted > 11. miejsce − (1,0,2,0,3) 6 pkt
- 3. finał w Pardubicach > 10. miejsce − (0,0,1,1,3) 5 pkt
- 4. finał w Gnieźnie >15. miejsce − (o,w/u,1,0,2) 3 pkt 
  - W ogólnej klasyfikacji w IMŚJ w sezonie 2011 > 17 pkt, 12. miejsce